# 1 Pułk Łączności (LWP)
1 pułk łączności (1 pł) – oddział Wojsk Łączności Sił Zbrojnych PRL. 

## Historia pułku
9 maja 1967 roku dotychczasowy 5 pułk łączności został przemianowany na 1 Pułk Łączności. Rozkaz Ministra Obrony Narodowej w sprawie przemianowania pułku był ukoronowaniem kilkuletnich starań dowództwa o przejęcie tradycji i nazwy 1 samodzielnego pułku łączności.
Jednostka stacjonowała w Wałczu i podlegała Sztabowi Generalnemu Wojska Polskiego. Wiosną 1976 pułk został przeformowany w 2 Brygadę Łączności.

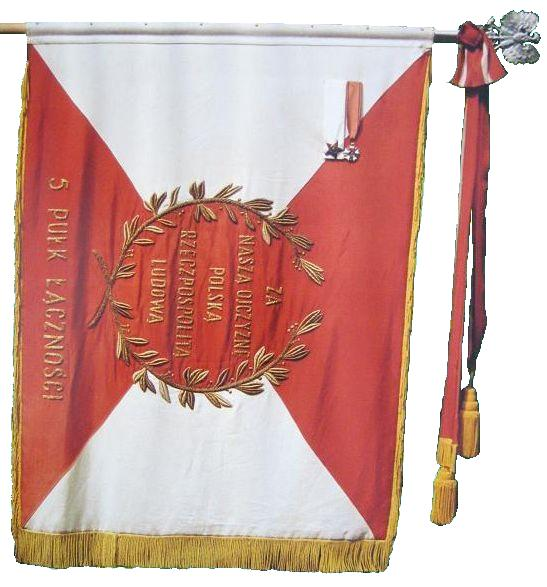
Sztandar przejęty po 5 Pułku Łączności
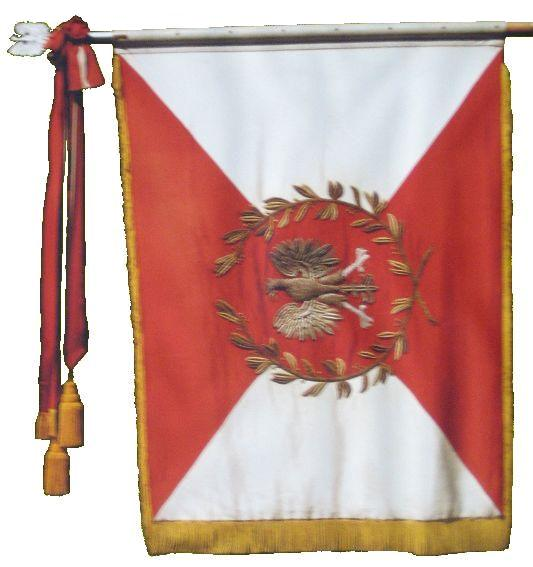
Sztandar przejęty po 5 Pułku Łączności

## Dowódcy pułku
- płk Mieczysław Kluka (1967-1971)
- płk Stanisław Markowski (1971-1975)